# Monasterio de Santa María (Barria)
El Monasterio de Santa María de Barria, de monjas cistercienses, está situado en Barria, municipio de San Millán (Álava, España). La fundación del convento data de finales del siglo XII o primeros años del siglo XIII. De esta primera edificación medieval no queda resto alguno, siendo las construcciones más antiguas que hoy se pueden ver del siglo XV.

## Historia
Considerado uno de los monasterios altomedievales más relevantes de Álava, es una de las primeras fundaciones del Císter en el País Vasco, bajo la jurisdicción de la abadía de Cîteaux. Constituyó una congregación junto a las abadías de Torquemada, Gradefes, Carrizo de la Ribera, Perales, San Andrés de Arroyo, Cañas, Fuencaliente de Lucio, Vileña, Villamayor de los Montes y Renuncio, afiliadas todas ellas al igual que Barría al monasterio de Las Huelgas (Burgos). 
En los años setenta las monjas cistercienses abandonan el convento, trasladándose al monasterio de Santa María de Barria en Oyón junto con los archivos del convento, en los cuales se encuentra la bula de Gregorio IX, de 1232 y ratificada en 1235, en la que el Papa toma bajo su protección el monasterio y todas sus pertenencias.
Está ubicado en la falda meridional de la sierra de Urquilla, limítrofe con el municipio guipuzcoano de Oñate, en uno de los ramales del Camino de Santiago que entra en Álava desde Guipúzcoa por el túnel de San Adrián. 
El monasterio ha sido convertido desde 1984 en albergue juvenil.

## Arquitectura
El edificio consta de cuatro zonas diferenciadas por su volumetría: la iglesia de Nuestra Señora de Barría, la zona del claustro, la antigua hospedería y el zaguán de acceso.

### La iglesia de Nuestra Señora de Barria
Ubicada al norte del conjunto, es el edificio más alto. Se accede por un arco apuntado situado en el parque de la calle San Bernardo. Consta de planta rectangular y bóveda nervada de cinco tramos, tres cubren el coro de gran tamaño. El retablo mayor, Barroco, es del siglo XVIII, estando dispuesto un óculo central. Las ventanas, altas, abren al sur. Ocupa el ala norte del claustro de las monjas, del que también se accede.

### El claustro
Está configurado por arcos abiertos sobre columnas en el piso inferior y en el superior entramado de madera y albañilería con ventanas.
El piso bajo es la parte más noble del conjunto. Los arcos son rebajados de sillería, las columnas con fustes cortos y acanalados, basas potentes y capiteles con rosetas, antepecho de sillarejo al exterior y sillar al interior.
El techo de este coro bajo es de madera, formando recuadros entre cabios con los cantos triangulados y pintados en blanco.
En el lateral este del claustro se encuentra el cementerio de las abadesas, en el que se sitúan los sepulcros de las mismas. Debe destacarse el arco de acceso, rebajado y moldurado sobre columnas jónicas. En la clave están tallados San Bernardo, San Juan Bautista y un escudo con siete castillos.
La construcción que bordea al claustro responde a un tipo de construcción conventual típica, muros de mampostería, dos pisos, huecos semiordenados, acceso a través de arcos, cubiertas de teja árabe, aspecto compacto. Exteriormente es el núcleo que da la imagen del convento.

### Zaguán de acceso
A través de él se accedía al conjunto, y hoy se accede a las instalaciones, por una puerta de arco rebajado situada al norte, entre la hospedería y el conjunto de iglesia y claustro. Sobre esta puerta puede verse un escudo circular, con fecha de 1756, que corresponde con la segunda época de auge del monasterio.
No tiene un interés excesivo en cuanto a sus acabados, pero sí respecto a su posición y ubicación, puesto que supone dar una pauta de crecimiento del conjunto, que en un momento dado comienza a expandirse manteniendo lo existente. 

### La antigua hospedería
Su mayor interés radica en la continuidad que da al convento, ocupando el borde norte del solar. Su situación respecto a la calle sirve de cierre y sin embargo mantiene la imagen de la barriada en la que se está ubicada. En la parte baja del muro sur queda un ventanal geminado de lo que debieron ser los primeros edificios.